# Station Międzybórz Sycowski
Station Międzybórz Sycowski is een spoorwegstation in de Poolse plaats Międzybórz.